# Unterwerk

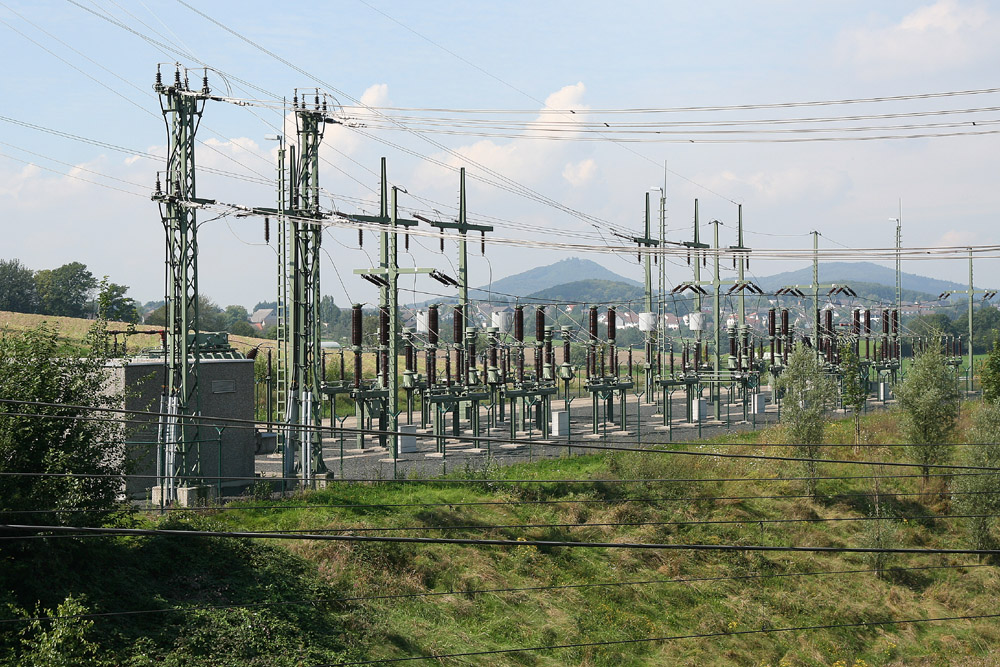
Schalt- und Leitungsanlagen eines Unterwerks an der Schnellfahrstrecke Köln–Rhein/Main

Als Unterwerk, auch Bahnumspannwerk, Unterstation, Umformstation oder Umformerstation, wird ein Umspannwerk bezeichnet, das Bahnstrom aus dem öffentlichen Stromnetz oder dem Hochspannungs-Bahnstromnetz bereitstellt. Mit Bahnstrom ist hier die Oberleitungs-Spannung der Eisenbahnen, der Oberleitungsbusse, der Stadt- und Straßenbahnen oder der Stromschienen von U- und S-Bahnen gemeint.
In der Schweiz wird jegliche Art von Umspannwerk als Unterwerk bezeichnet, also auch die im öffentlichen Stromnetz verwendeten dreiphasigen Umspannwerke ohne Änderung der Stromart.
Bei Gleichstrombahnen muss die Wechselspannung gleich gerichtet werden, weswegen auch von Gleichrichterunterwerk / GUW gesprochen wird.

## Bahnstrom
Ein Unterwerk unterscheidet sich von anderen Umspannwerken dadurch, dass es mit Bahnstrom arbeitet oder selbst die Stromart in Bahnstrom ändert. Dazu dienen
- Umformerwerke, die mit Umformern oder Umrichtern die vom europäischen Stromnetz (50 Hz) abweichende Frequenz des Fernbahnnetzes erzeugen, z. B.
  - 16,7 Hz (u. a. Deutschland, Österreich, Schweiz)
  - 25 Hz (z. B. Mariazellerbahn)
- Gleichrichter zur Erzeugung von Gleichspannung, z. B. für Schmalspurbahnen in der Schweiz oder die Straßenbahn.

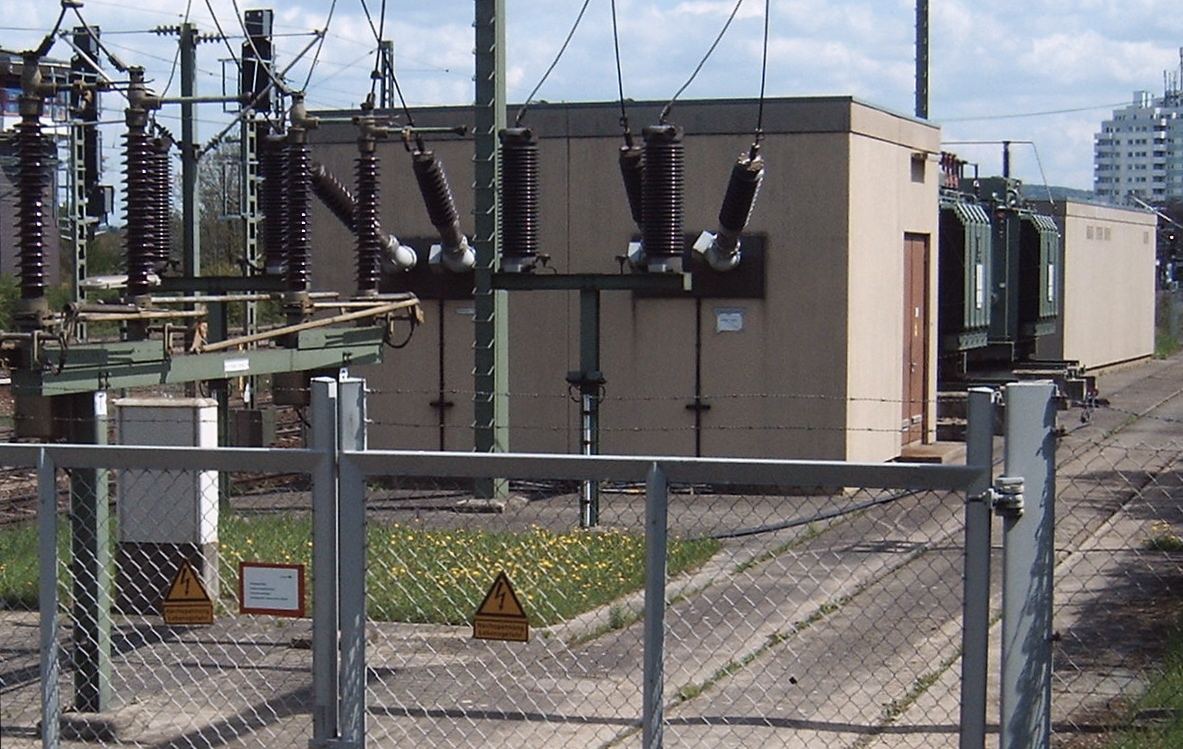
Schaltanlagengebäude des Unterwerks Waiblingen

In Deutschland besitzen die 187 Unterwerke der DB Energie üblicherweise eine im Freien untergebrachte 110-kV-Schaltanlage. Beim Unterwerk im Bahnhof Waiblingen wurde, um Geländefläche zu sparen, Ende der 1970er Jahre erstmals in Deutschland eine Konstruktion gewählt, bei der die Schaltanlage in einem Gebäude untergebracht wurde und die Schalter mit Schwefelhexafluorid (SF6) als Isolator eingebaut wurden, d. h. als kompakte gasisolierte Schaltanlage.